# Декупаж
Декупа́ж (від découper — «вирізати») — техніка декорування різних предметів, заснована на приєднанні малюнка, картини або орнаменту (зазвичай вирізаного) до предмета і подальшому покритті отриманої композиції лаком заради збереження, довговічності і особливого візуального ефекту. При виконанні роботи в даній техніці, спочатку вирізають надрукований малюнок на папері, а вже потім приклеюють його на виріб, який треба задекорувати.

## Історія
Техніка декупаж з'явилася в Німеччині в кінці ІХ століття. Під час хрестових походів лицарі привозили меблі виготовлення з цінних порід дерев прикрашені декоративним різьбленням, які в свою чергу виглядали багато та вишукано. Тому такі речі були рідкістю і коштували дуже дорого. Але майстри часу не гаяли і знайшли вихід, підробляти дорогоцінні східні інкрустації. На меблі які виготовлялися на місцевих підприємствах наклеювали вирізані малюнки з паперу, розфарбовували та наносили декілька шарів лаку для деревини.

## Декупаж в наш час
До нас техніка декупаж прийшла не досить давно, але набула великого поширення. В наш час його використовують не тільки для декорування меблів, а і для створення подарунків. Основне завдання — надати старим предметам — нового життя. Це можуть бути: горщики для квітів, книги, посуд, шкатулки, вази, навіть можна застосовувати для одягу та взуття.

## Види декупажу
Сучасне мистецтво декупаж виділяє п'ять видів:
- Класичний (прямий)
- Зворотний
- Об'ємний
- Художній
- Декопатч